# Jochen Förster
Jochen Förster (Zwickau, 7 de noviembre de 1942) es un deportista de la RDA que compitió en piragüismo en la modalidad de eslalon. Ganó tres medallas en el Campeonato Mundial de Piragüismo en Eslalon entre los años 1965 y 1971.

## Palmarés internacional
| Campeonato Mundial | Campeonato Mundial                 | Campeonato Mundial | Campeonato Mundial |
| Año                | Lugar                              | Medalla            | Competición        |
| ------------------ | ---------------------------------- | ------------------ | ------------------ |
| 1965               | Spittal (Austria)                  | Medalla de bronce  | C1 por equipos     |
| 1967               | Lipno nad Vltavou (Checoslovaquia) | Medalla de plata   | C1 por equipos     |
| 1971               | Merano (Italia)                    | Medalla de oro     | C1 por equipos     |